# Varberg (Gemeinde)
Koordinaten: 57° 6′ N, 12° 15′ O

Varberg ist eine Gemeinde (schwedisch kommun) in der schwedischen Provinz Hallands län und der historischen Provinz Halland. Der Hauptort der Gemeinde ist Varberg.

## Wirtschaft
Die größten Arbeitgeber der Gemeinde sind die Gemeindeverwaltung selbst mit ca. 4.500 Angestellten und die Justizbehörde der Provinz mit etwa 1.400 Angestellten. Hier liegt auch das größte Kernkraftwerk Schwedens, Ringhals, bei dem ca. 1.000 Menschen beschäftigt sind. Bedeutend ist auch die Internetfirma LunarWorks, welche Schwedens meistbesuchte Online-Community (LunarStorm) betreibt. Weiterhin gibt es größere Fabriken zur Herstellung und Bearbeitung von Papier, Holz und Beton.

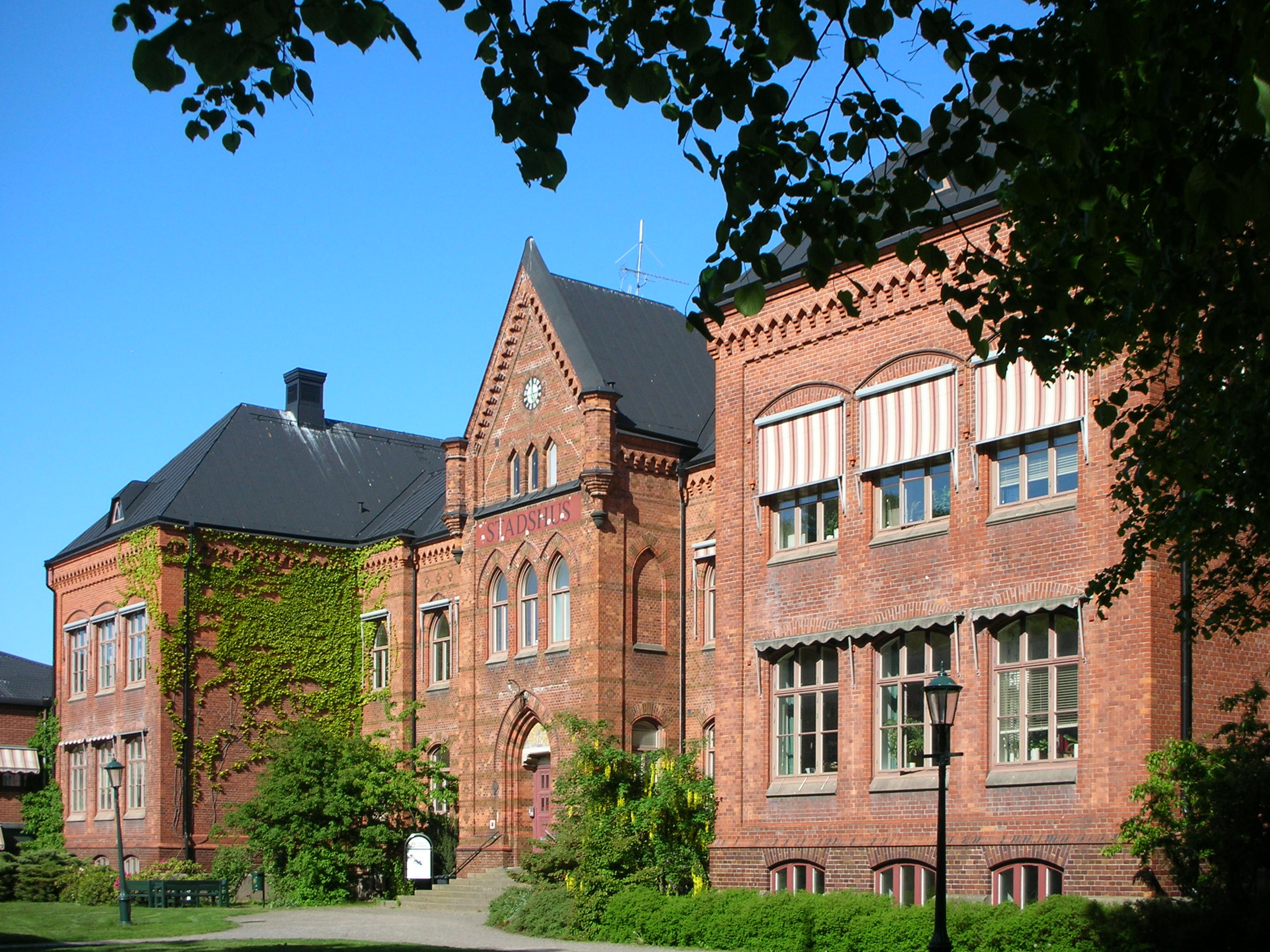
Rathaus Varberg

Etwa 5.000 Bewohner der Gemeinde pendeln täglich nach Göteborg oder Falkenberg und ca. 3.200 Pendler kommen in die Gemeinde zur Arbeit.

## Naturschutz
Südlich der Stadt Varberg befindet sich in der Gemeinde Varberg das Naturschutzgebiet Gamla Köpstad Naturreservatet Gamla Köpstad, das von den Orten Gamla Köpstad oder Träslövsläge aus erreicht werden kann. In Gamla Köpstad befindet sich auch ein Beobachtungsturm mit Informationstafeln.
17 km westlich der Küste befindet sich die Untiefe Fladen grund, sowie gut 20 km südwestlich Lilla Middelgrund, beides Natura-2000-Gebiete.

## Städtepartnerschaften
Vaberg ist mit drei Städten durch Partnerschaften verbunden:
Uusikaupunki in Finnland, Haderslev in Dänemark und Karlovy Vary in der Tschechischen Republik.